# Haho de Maui
Le roi Haho de Maui (hawaïen: Haho o Maui ; né circa 1098 — ?) était roi de Maui (île hawaïenne). Son titre était Aliʻi Nui o Maui (en). Il est mentionné dans les légendes,.
Il est aussi appelé Hoaho.
Haho était le fondateur de l'institution appelée Aha-Aliʻi.
Ses parents étaient le roi Paumakua de Maui et la reine Manokalililani de Maui (la sœur de Paumakua et la fille de Hoʻohokukalani).
Haho a épousé Kauilaʻanapa (Kauilaianapu). Leur fils était roi Palena de Maui. La fille de Kauilaʻanapa était la reine Hikawai de Maui.